# Санш III Митарра
Санш (Санчо) III Митарра (баск. Antso, фр. Sanche Sanchez, гаск. Sans Sancion, исп. Sancho Sanción или Sánchez; умер ранее 893) — первый независимый герцог Гаскони с 864 года. В некоторых документах он наделён королевским титулом.

## Биография

### Происхождение
Точное происхождение Санша III неизвестно. Наиболее вероятной является версия, согласно которой Санш III был сыном герцога Васконии Санша II Санше. Дополнительную неясность вносит то, что в ряде источников прозвище «Митарра» относят не к Саншу III, а к Саншу II. Средневековые генеалогии указывали, что Санш III был испанского происхождения. Использовавший их данные историк XIX века Монлезен считал Санша одним лицом с Санчо I Гарсесом, ставшим в 905 году королём Памплоны. Однако это маловероятно с хронологической точки зрения и в настоящее время эти версии отвергнуты.

### Правление
Точное время правления Санша III не установлено. Он стал герцогом в период между 864 (год смерти герцога Арно) и 872 годом.
О его правлении известно очень мало: сведения о Санше III весьма отрывочны и часто легендарны. Известно, что при нём Гасконь стала фактически независима от Западно-Франкского королевства и что герцогский титул местных правителей, согласно Кьерсийскому капитулярию 877 года, стал наследственным. Также в этот период название области Гасконь окончательно вытеснило название Васкония. Известно, что Саншу удалось разбить норманнов и вытеснить их за реку Адур. Также, согласно легендам, Санш III Митарра участвовал в Реконкисте.
Точный год смерти его неизвестен. Считается, что он умер ранее 893 года, однако последнее упоминание о нём относится к 887 году.

### Брак и дети
Имя жены Санша неизвестно. В некоторых источниках указывается, что его женой была Квиксила, дочь графа Байло Гарсии Дато. Однако согласно Кодексу Роды, она была женой Санчо Хименеса, одного из сыновей короля Памплоны Химено II. Дети:
- Гарсия II Санш Горбатый (умер около 930), герцог Гаскони (ранее 893 — около 930)
- Анепалафред